# Edmund Randolph
Edmund Jennings Randolph (Williamsburg, 10 de agosto de 1753-Millwood, 12 de septiembre de 1813) fue un abogado y político estadounidense. Fue el séptimo gobernador de Virginia, el segundo secretario de Estado y el primer fiscal general de los Estados Unidos.

## Biografía

### Primeros años y familia
Nació el 10 de agosto de 1753 en la influyente familia Randolph de la Colonia de Virginia. Fue educado en el College of William and Mary. Después de graduarse, comenzó a ejercer la abogacía con su padre John Randolph y su tío, Peyton Randolph. En 1775, con el inicio de la revolución de las Trece Colonias, el padre de Randolph siguió siendo un leal y se marchó a Gran Bretaña; Edmund Randolph permaneció en Norteamérica, donde se unió al Ejército Continental como ayudante de campo de George Washington.
Se casó el 29 de agosto de 1776 con Elizabeth Nicholas, con quien tuvo seis hijos, entre ellos Peyton Randolph, gobernador de Virginia desde 1811 hasta 1812.

### Carrera
Tras la muerte de su tío en octubre de 1775, regresó a Virginia, siendo electo como representante ante la Cuarta Convención de Virginia, que establecería la primera constitución de la mancomunidad. Fue elegido como el primer fiscal general y alcalde de la ciudad de Williamsburg en 1776. Posteriormente, fue elegido como Delegado al Segundo Congreso Continental entre 1779 y 1781. En 1786, fue elegido gobernador de Virginia y lideró la delegación de Virginia a la Convención de Annapolis. Su práctica como abogado la debió transferir a John Marshall. Renunció a la gobernación en 1788 y prefirió ocupar un escaño en la Cámara de Delegados de Virginia, donde pudo configurar el código legal del estado.
En 1787, como delegado de Virginia a la Convención de Filadelfia (que tuvo como resultado la sanción de la Constitución de los Estados Unidos), presentó el Plan de Virginia como un esquema para un nuevo gobierno nacional. Argumentó contra la importación de esclavos y en favor de un gobierno central fuerte, abogando por un plan para tres jefes ejecutivos de varias partes del país. También propuso una legislatura bicameral, con delegados elegidos en función de la población del estado. Además propuso, y fue apoyado por la aprobación unánime de los delegados de la Convención, el establecimiento un poder judicial nacional. El artículo tres de la constitución estableció el sistema de tribunales federales. También integró el comité encargado de redactar el primer borrador de la futura constitución estadounidense.
Fue uno de los tres delegados que se negaron a firmar el documento final de la convención, siendo los demás George Mason de Virginia y Elbridge Gerry de Massachusetts.
Había manejado gran parte del trabajo legal personal de George Washington, y en su presidencia lo nombró primer fiscal general de los Estados Unidos en 1789 y luego como Secretario de Estado en 1794. En este último cargo, impulsó la reanudación de las conversaciones con España y ayudó en las negociaciones del Tratado de San Lorenzo de 1795, que abrió el río Misisipi a la navegación de los Estados Unidos y fijó los límites entre las posesiones españolas y los Estados Unidos.
Intentó continuar los esfuerzos de su predecesor Thomas Jefferson para mantener relaciones cercanas con Francia y minimizar la influencia de Alexander Hamilton sobre el presidente Washington. Sin embargo, Washington optó por respaldar el Tratado de Jay, un acuerdo que aseguró lazos comerciales con Gran Bretaña. Randolph, junto con el Senado, se opuso enérgicamente a las disposiciones que interrumpirían el comercio de los países neutrales, en particular con Francia.
Un escándalo que involucró un mensaje francés interceptado condujo a la renuncia de Randolph como Secretario de Estado en agosto de 1795. La Marina Real británica había interceptado la correspondencia del ministro francés, Joseph Fauchet, a los Estados Unidos y la había entregado a Washington. Washington estaba consternado de que las cartas reflejaban desprecio por los Estados Unidos y que Randolph era el principal responsable. Las cartas implicaban que Randolph había expuesto los debates internos en el gabinete a los franceses y les había dicho que la administración era hostil a Francia. Renunció al cargo cuando Washington le expuso las cartas en presencia de todo el gabinete. Posteriormente se demostró que era falso, ya que los británicos expusieron la supuesta correspondencia con la esperanza de neutralizar la oposición de Randolph al favorable Tratado de Jay.
Después de dejar el servicio gubernamental, volvió a ejercer la abogacía. En 1807 representó a Aaron Burr cuando fue juzgado por traición.

### Fallecimiento
Murió en el condado de Clarke (Virginia), el 12 de septiembre de 1813. Fue sepultado en el cementerio Old Chapel de Millwood (Virginia).

## Homenajes
El condado de Randolph en Virginia Occidental y el condado de Randolph en Illinois fueron nombrados en su honor.
El Premio Edmund J. Randolph es el premio más alto otorgado por el Departamento de Justicia de los Estados Unidos a las personas que hacen «contribuciones sobresalientes a los logros de la misión del Departamento».